# أنطوان دوليري
أنطوان دوليري (بالفرنسية: Antoine Duléry)‏
```
هو 
ممثل
 
فرنسي
، ولد في 14 نوفمبر 1959 
بباريس
 في 
فرنسا
.
```

## وصلات خارجية
- أنطوان دوليري على موقع IMDb (الإنجليزية)
- أنطوان دوليري على موقع ألو سيني (الفرنسية)
- أنطوان دوليري على موقع ميوزك برينز (الإنجليزية)
- أنطوان دوليري على موقع أول موفي (الإنجليزية)
- أنطوان دوليري على موقع قاعدة بيانات الأفلام السويدية (السويدية)
- أنطوان دوليري على موقع ديسكوغز (الإنجليزية)
- أنطوان دوليري على موقع قاعدة بيانات الفيلم (الإنجليزية)
- أنطوان دوليري على موقع كينوبويسك (الروسية)